# Żywopłot

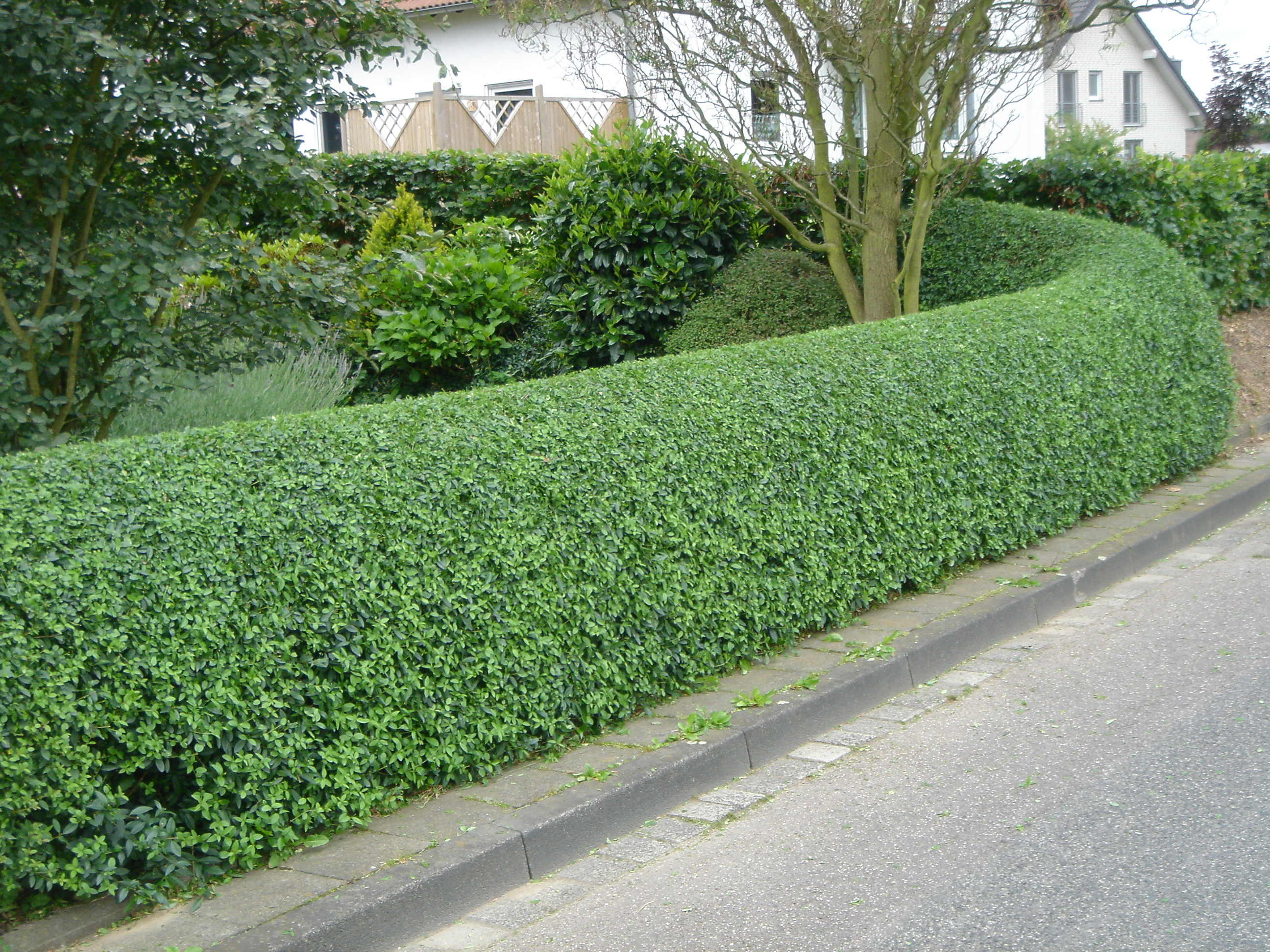
Żywopłot z ligustru

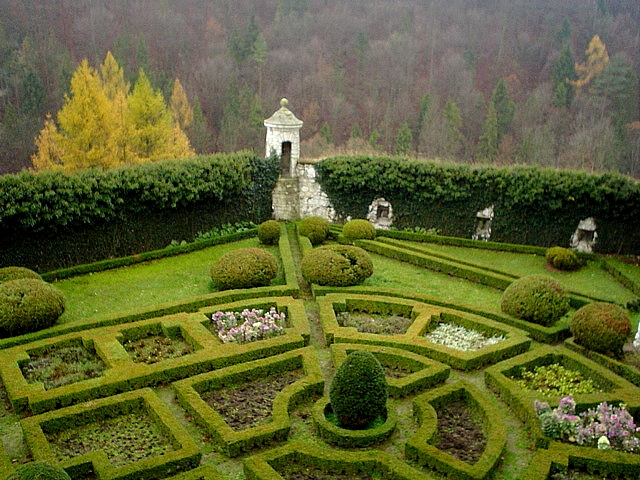
Pieskowa Skała – ogród

Żywopłot – gęsto posadzone drzewa lub krzewy, zazwyczaj przycinane z boków oraz od góry i tworzące ogrodzenie. 

## Funkcja
Żywopłot jest zazwyczaj liniową formą rozplanowania nasadzeń drzew lub krzewów, które sadzone są w niewielkiej odległości od siebie dla uzyskania najczęściej niewysokiej, zwartej ściany zieleni. Funkcją żywopłotu może być kształtowanie specyficznej przegrody wydzielającej pewne części ogrodu, podkreślenie szlaków komunikacyjnych, zaznaczenie granic obiektu, podkreślenie osi kompozycyjnych czy izolacja od hałasu, wiatru i zanieczyszczeń.
Cięte żywopłoty (zwykle grabowe, bukszpan) były często zakładane w częściach centralnych parków na jednej z osi kompozycji, którą miały podkreślać i wzmacniać lub były rozplanowywane wzdłuż murów okalających zorganizowaną formę zieleni jako element traktu spacerowego. Jako część traktu żywopłoty pełnią podobne funkcje co aleja, naprowadzając spacerowicza w miejsca parku szczególnie ciekawe i interesujące. Ponieważ żywopłoty o tej funkcji były i są zwykle niższe od dorosłego człowieka, można przez całą drogę zachwycać się pięknem otaczającej zieleni. Z kolei z powodu zwartej i trudnej do przejścia formy oraz postaci prostej linii – spacerowicz nie musi zastanawiać się, kiedy i gdzie ma skręcić, tylko w całości może skupić się walorach terenu zielonego.

## Podział
Wyróżnia się dwie podstawowe formy żywopłotów. Naturalne (nieformowane) zwane szpalerami i cięte (formowane). Do tworzenia żywopłotów naturalnych wykorzystuje się najczęściej krzewy o dość regularnym pokroju. Stosuje się je często w parkach naturalistycznych, gdzie tworzą zwartą, ale swobodną linię nasadzeń. Żywopłoty formowane stosowane na szeroką skalę w ogrodach barokowych wymagają, w przeciwieństwie do form naturalnych, systematycznego cięcia dla uzyskania regularnych (gładkich) powierzchni bocznych i określonych rozmiarów, utrzymywane zazwyczaj na wysokości nie przekraczającej wzrostu człowieka. Do nasadzeń stosuje się drzewa i krzewy znoszące częste cięcia formujące (np. grab zwyczajny, cis pospolity, ligustr pospolity, bukszpan wieczniezielony).

## Historia
Żywopłot znany był już w czasach biblijnych (Stary Testament). Żywopłot jako założenie kompozycyjne było niegdyś bardzo często stosowane nie tylko w parkach dworskich i przypałacowych, ale również w większych i mniejszych ogrodach. Sposób rozplanowania (wytyczenia), wygląd, forma czy długość zależała od wielu czynników, wśród których najważniejszymi były: funkcja żywopłotu, wielkość parku, upodobania projektanta, dostępność materiałów (roślin), wytyczne właściciela i jego możliwości finansowe.
W parkach przydworskich tworzonych w XVIII i XIX w. wykorzystywanie żywopłotu jako jednego z elementów układu kompozycyjnego było powszechne. Długie, bo dochodzące nawet do 150 m założenie, utrzymane w staranie przycinanej formie było bardzo efektowne. Nasadzenia żywopłotu było prawie zawsze dwurzędowe z wytyczoną pośrodku nasadzeń ścieżką do spacerów pieszych lub jazdy konnej.
Gatunkiem wykorzystywanym do tworzenia tej niskiej ściany zieleni był prawie wyłącznie grab pospolity z racji swoich zalet. Do dwurzędowego obsadzenia ścieżki potrzebna jest znaczna liczba roślin. Grab jako gatunek rodzimy był łatwo dostępny i stosunkowo niedrogi. Dodatkowo bardzo dobrze znosi cięcia, po których łatwo się rozgałęzia, jest odporny na mrozy, ma niskie wymagania glebowe i dobrze rośnie nawet pod bardzo zwartym okapem drzew. Jest także gatunkiem ozdobnym posiadającym ciekawą i charakterystyczną korowinę oraz drzewem szczególnie dekoracyjnym w trakcie jesiennego przebarwiania liści. Na jego popularność miał również wpływ fakt, że jest gatunkiem mało podatnym na szkodniki i choroby, odpornym na suszę, a zarazem dobrze rosnącym także w miejscach wilgotnych. Ponadto drzewo jest długowieczne i ma twarde drewno nadające się do zastosowań gospodarczych.
Cięty żywopłot jest elementem najbardziej zatracającym swoje walory pod wpływem zaniechania prac pielęgnacyjnych. Utrzymanie go w dobrej kondycji wymaga częstych i systematycznych cięć formujących, gdyż w przeciwnym razie rośliny szybko i niekontrolowanie zaczynają się rozrastać. Zaniedbany żywopłot grabowy, nawet przy bardzo dużym nakładzie pracy, bardzo trudno jest przywrócić do pierwotnej świetności. Dzisiejszy wygląd żywopłotów w parkach podworskich i popałacowych najlepiej obrazuje, jak znaczące dla ogólnego wyglądu tych założeń są zabiegi pielęgnacyjne i jak ogromne zmiany powoduje ich zaniechanie. W wielu miejscach graby pierwotnie utrzymywane w formie krzewów, mają obecnie postać niedużych drzew, ze znacznie wynaturzonymi kształtami spowodowanymi ograniczoną ilością miejsca. Świadectwem niekontrolowanego wzrostu jest również bardzo zły stan pni, na których powszechnie spotyka się ubytki kominowe i rynnowe, często obejmujące znaczną część masy pnia.
Mimo wyglądu, który niczym nie przypomina dawnego założenia oraz złego stanu zdrowotnego, stare żywopłoty zasługują na zachowanie i wyeksponowanie. W celu ratowania lub uzupełnienia ubytków nie zaleca się prowadzić nowych nasadzeń wewnątrz. Nie przywróciłoby to żywopłotowi dawnej świetności, a wręcz przeciwnie, przez kontrast, raczej pogłębiłoby wrażenie chaosu.